# Rakousko na Zimních olympijských hrách 1976
Rakousko na Zimních olympijských hrách 1976 v Innsbrucku reprezentovalo 77 sportovců, z toho 63 mužů a 14 žen. Nejmladším účastníkem byla Claudia Kristofics-Binder (14 let, 128 dní), nejstarším pak Herbert Wachter (35 let, 286 dní). Reprezentanti vybojovali 6 medailí, z toho 2 zlaté 2 stříbrné a 2 bronzové.

## Medailisté
| Medaile | Jméno                         | Sport           | Disciplína             |
| ------- | ----------------------------- | --------------- | ---------------------- |
| Zlato   | Franz Klammer                 | Alpské lyžování | sjezd - muži           |
| Zlato   | Karl Schnabl                  | Skoky na lyžích | velký můstek - muži    |
| Stříbro | Brigitte Totschnigová         | Alpské lyžování | sjezd - ženy           |
| Stříbro | Toni Innauer                  | Skoky na lyžích | velký můstek - muži    |
| Bronz   | Franz Schachner Rudolf Schmid | Saně            | dvojice                |
| Bronz   | Karl Schnabl                  | Skoky na lyžích | normální můstek - muži |